# Salsas (Braganza)
Salsas es una freguesia portuguesa del municipio de Braganza, con 25,76 km² de área y 424 habitantes (2001). Densidad: 16,5 hab/km². Se ubica al norte del municipio a cerca de 27 kilómetros. Es famosa por su producción de castañas.

## Historia
En el año 1839 esta fregesía perteneció al municipio de Braganza, en 1840 pasó al de Izeda que fue extinto por decreto de 24 de octubre de 1855, y finalmente regresó a Braganza.

## Patrimonio
Las Iglesias del Valle de Nogueira, de Moredo, de Freixeda y de la Cofradía del Divino Senhor dos Chãos. Existen puentes de piedra antiguos en las riberas.
- Datos: Q921988
- Multimedia: Salsas / Q921988